# 大英雄 (2016年電視劇)
《大英雄》，新加坡新傳媒私人有限公司懷舊電視劇，由陳泓宇、劉子絢、陳漢瑋、金銀姬主演、陳邦鋆、蔡琦慧、沈琳宸、羅美儀、潘玲玲、陳麗貞、何盈莹領銜演出，監製為鄔毓琳。此劇為新傳媒53周年台慶劇。

## 故事特色
此劇為慶祝新加坡華語電視劇在2017年邁入第35個年頭而特別拍攝；拍攝將在政府宣佈征用的達哥達彎（Dakota Crescent）组屋区进行。這代組屋於1958年興建，是新加坡最早的組屋區之一。据了解，此劇也將邀請阿哥阿姐客串演出。
劇情透過在這個社區成長的周發達（陳泓宇飾）、张伟雄（刘子绚飾）和叶晓英（陈汉玮饰）三人，展開一段精彩有趣、富人情味的故事。

## 演員陣容

### 大英雄
| 演員        | 角色                     | 介绍 |
| 陳泓宇 (大) | 周凱鵬 (Jonathan) 周發達 | 懒惰星 (張偉雄專稱) 原名周凱鵬 (Jonathan) 葉曉英之侄兒兼童年玩伴 張偉雄之好友，后为其男友 侠女阿嬷之孫 权敏兒之子 罗北之好友 于第17集到美国闯天下 于第19集回国            |
| 陳漢瑋 (英) | 葉曉英                   | 老叔 (区金光, 周發達專稱), Ahjussi (区金宣專稱) 周發達之叔叔兼童年玩伴 侠女阿嬷之侄子 張偉雄之童年玩伴 区金宣之夫 Boy Boy之父 于第20集被陈邦庆陷害诈骗而入狱 于第23集出狱 |
| 劉子絢 (雄) | 張偉雄                   | 大狗熊 (周發達專稱) 周發達、葉曉英之童年玩伴 张志明、蕭家慧之女 张伟康之姐 麻将婆之孙女 周发达之好友，后为其女友 张振天之女友，后分手                                     |

### 周家／叶家
| 演員   | 角色                     | 介绍 |
| 金銀姬 | 俠女阿嬤                 | 周发达之祖母 叶晓英之姑姑 权敏儿之前家婆 范芳芳、陈邦庆之房东 |
| 陈泓宇 | 周凱鵬 (Jonathan) 周發達 | 懒惰星 (張偉雄專稱) 原名周凱鵬 (Jonathan) 葉曉英之侄兒兼童年玩伴 張偉雄之好友，后为其男友 侠女阿嬷之孫 权敏兒之子 罗北之好友 于第17集到美国闯天下 于第19集回国            |
| 陈汉玮 | 葉曉英                   | 老叔 (区金光, 周發達專稱), Ahjussi (区金宣專稱) 周發達之叔叔兼童年玩伴 侠女阿嬷之侄子 張偉雄之童年玩伴 区金宣之夫 Boy Boy之父 于第20集被陈邦庆陷害诈骗而入狱 于第23集出狱 |
| 林道锐 | Boy Boy                  | 小冬瓜 叶晓英、区金宣之子 |

### 张家
| 演員   | 角色   | 介绍 |
| 朱秀凤 | 麻将婆 | 張志明之母 蕭家慧之家婆，并针对她，后和好 张伟雄、张伟康之祖母 针对周发达，后和好                                                     |
| 黄炯耀 | 張志明 | 阿明 保安人員 蕭家慧之夫 麻将婆之子 张伟雄、张伟康之父 于第19集脑血管爆裂死亡                                                         |
| 潘玲玲 | 蕭家慧 | 失智症患者 张志明之妻 张伟雄、张伟康之母 麻将婆之儿媳妇，被其针对，后和好 谢贤之中学同学                                              |
| 刘子绚 | 張偉雄 | 大狗熊 (周發達專稱) 周發達、葉曉英之童年玩伴 张志明、蕭家慧之女 张伟康之姐 麻将婆之孙女 周发达之好友，后为其女友 张振天之女友，后分手 |
| 方伟杰 | 张伟康 | 张志明、蕭家慧之子 张伟雄之弟 麻将婆之孙子 Bonnie之男友，后分手 关美玉之男友                                                          |

### 区家
| 演員   | 角色   | 介绍                                                                                  |
| 朱厚任 | 区四海 | 海叔 区金宣和区金光之父 叶晓英之岳父 秀珍之家翁                                       |
| 陈邦鋆 | 区金光 | 阿光、光哥 秀珍之夫 区金宣之兄 区四海之子 暗恋范芳芳                                  |
| 有懿   | 秀珍   | 龅牙姐 区金光之妻 潮洲嫂之女 区四海之儿媳妇 与区金宣针锋相对 于第23集怀孕             |
| 蔡琦慧 | 区金宣 | Youme (葉曉英專稱) 拜金女 叶晓英之妻 区金光之妹 区四海之女 Boy Boy之母 与秀珍针锋相对 |

### 关家
| 演員   | 角色   | 介绍                                                                    |
| 陈天文 | 关阿礼 | 火爆王 黄丽丽之前夫 关美玉和关美美之父 曾误以为黄丽丽和罗北有染         |
| 陈丽贞 | 黄丽丽 | 丽姐、丽姨 关阿礼之前妻 关美玉和关美美之母 曾被关阿礼怀疑自己与罗北有染 |
| 何盈莹 | 关美玉 | May 关阿礼和黄丽丽之长女 关美美之双胞胎姐姐 张伟康之女友                |
| 罗美仪 | 关美美 | 关阿礼和黄丽丽之幼女 关美玉之双胞胎妹妹 喜欢Walter Lu，后成为他的女友   |

### 罗家
| 演員   | 角色   | 介绍                                                                                       |
| 黄晶晶 | 纸皮婆 | 罗北之母 于第21集去世                                                                      |
| 宏荣   | 罗北   | 原名罗志祥 前演员／赌徒，后为的士司机 纸皮婆之子 周发达之好友 曾被关阿礼怀疑自己与丽丽有染 |

### 其他角色
| 演員   | 角色      | 介绍 |
| 沈琳宸 | 范芳芳    | 范文芳 从中国来的偷渡客 陈邦庆之女友，后分手并反目 区金光之暗恋对象 侠女阿嬷之租客 于第2集抵达新加坡 于第20集被陈邦庆陷害诈骗而入狱，并被遣送出境 于第20集偷渡返回新加坡 于第23集救了跌倒的秀珍 于第26集与陈邦庆反目，并淋了其一身煤油企图与其同归于尽，后心软而放过他 于第28集被陈邦庆企图谋杀，后被周发达与区金光所救 |
| 谢俊峰 | 陈邦庆    | 从中国来的偷渡客 范芳芳之男友，后分手并反目 侠女阿嬷之租客 于第15集在范芳芳的酒里下药导致其晕倒，趁其昏迷不醒时把她送去酒店刘总强奸 于第20集陷害叶晓英和范芳芳诈骗导致他们入狱 于第26集被范芳芳淋了一身煤油并被其打算同归于尽，后向范芳芳求情而保命                                                                     |
| 黄振隆 | Walter Lu | 富家子 喜欢关美美，后成为她男友 |
| 张耀栋 | 张振天    | 律师 张伟雄之前男友 不满周发达 于第30集与张伟雄分手 |
| 王慧莹 | 潮洲嫂    | 粥店摊主，将粥店顶让给区金光 秀珍之母 区金光之岳母 |
| 唐菘瑞 | Jack Chan | 张伟雄之男友，并企图性侵她，后反目 |
| 李岳杰 | 臭口王    | 赌徒／榴莲档主 阿娇之夫 针对叶晓英 |
| 易凌   | 阿娇      | 臭口王之妻 患有产后忧郁症，后康复 于第11集企图自杀，后被众人所救 |
| 马天凌 | 刘总      | 叶晓英、陈邦庆之老板 于第15集强奸范芳芳 |
| 莫健发 | Eric      | 老乌龟 关美玉之Sugar Daddy |

### 特别客串
| 演員   | 角色       | 介绍                                                                    |
| 黄思恬 | Alexia     | 国际著名猎人头公司主管之一                                              |
| 雅慧   | Betty      | 国际著名猎人头国内公司主管之一                                          |
| 陈凤玲 | Cathy      | 国际著名猎人头公司主管之一                                              |
| 周初明 | 伟哥       | 高利贷 叶晓英之债主                                                     |
| 周崇庆 | Aunty Lucy | 麻将婆之麻将搭子                                                        |
| 郑斌辉 | 饭王       | 卖杂菜饭的摊主                                                          |
| 鐘琴   | 鱼丸妹     | 鱼丸摊之帮手                                                            |
| 李国煌 | 龙哥       | 前黑道 周发达的老板                                                     |
| 曹国辉 | 谢贤       | 萧家慧之中学同学 名字同谢贤                                             |
| 梁智強 | 梁婆婆     | 在厕所遇见关美玉 被关美玉偷走了自己的手机                               |
| 张振寰 | George Pu  | 区金宣之前男友兼勾引对象                                                |
| 向云   | 权敏儿     | 周发达之生母 侠女阿嬷之前儿媳妇 㦬患不治之症 于第13集获周发达原谅后去世 |
| 王昱清 | Leo        | 权敏儿之丈夫                                                            |
| 鄭惠玉 | Debora     | 富婆 Alex之妻 张伟康之“Sugar Mummy”                                     |
| 郭亮   | Alex       | 富商 Debora之夫                                                         |
| 林慧玲 | 林慧玲     | 演员                                                                    |
| 刘谦益 | 老鬼       | 羞辱侠女阿嬷                                                            |
| 黃碧仁 | 贺雪美     | 高级监狱官 误认叶晓英为Antonio 参见另一剧集《虎妈来了》                 |
| 程旭辉 | Steven     | 色鬼 麻将婆之麻将搭子 迷恋萧家慧                                        |
| 田铭耀 | John       | 鱼店老板 对张伟雄有好感                                                 |
| 黃仲崑 |            | 骗子 诱拐萧家慧                                                         |
| 钟坤华 | 钟坤华     | 广播主持人                                                              |
| 胡佳琪 | Bonnie     | 张伟康之女友，后分手 于第29集与张伟康分手 于第30集到英国深造            |
| 陈泂江 | 陈泂江     | 明星                                                                    |
| 马艺瑄 | 马艺瑄     | 明星                                                                    |
| 鄭各評 |            | Bonnie之父                                                              |
| 洪凌   | 洪凌       | 女星                                                                    |
| 洪伟文 | 洪伟文     | 电视台之编剧                                                            |

## 電視劇歌曲
| 曲別   | 歌名       | 演唱者   | 作詞   | 作曲   |
| 片頭曲 | 格外精彩   | 閻奕格   | 王振声 | 周以力 |
| 片尾曲 | 借妳一点泪 | 動力火車 | 姚若龍 | 鄭楠   |

## 記事
- 2016年4月28日：蔡琦慧、陳泓宇、宏榮、刘子绚、方伟杰和沈惠怡為此劇試造型。[7]
- 2016年5月16日：陳漢瑋、潘玲玲、黃炯燿、陳邦鋆、有懿和金銀姬為此劇試造型。[8]
- 2016年5月24日：此劇正式開拍第一天。

## 獎項
| 2017 | 第23屆 紅星大獎2017 |              |        |        |      |
| 2017 | 第23屆 紅星大獎2017 | 最佳剧本     | 洪荣狄 | 不適用 | 提名 |
| 2017 | 第23屆 紅星大獎2017 | 最佳开心果奖 | 陈泓宇 | 周发达 | 提名 |
| 2017 | 第23屆 紅星大獎2017 | 最佳电视剧   | 不適用 | 不適用 | 獲獎 |
| 2017 | 第23屆 紅星大獎2017 | 常青演绎奖   | 陈丽贞 | 黄丽丽 | 提名 |
| 2017 | 第23屆 紅星大獎2017 | 最佳女配角   | 陈丽贞 | 黄丽丽 | 獲獎 |
| 2017 | 第23屆 紅星大獎2017 | 最佳女配角   | 蔡琦慧 | 区金萱 | 提名 |
| 2017 | 第23屆 紅星大獎2017 | 最佳女配角   | 罗美仪 | 关美美 | 提名 |
| 2017 | 第23屆 紅星大獎2017 | 最佳女配角   | 潘玲玲 | 萧家慧 | 提名 |
| 2017 | 第23屆 紅星大獎2017 | 最佳男配角   | 陈邦鋆 | 区金光 | 提名 |
| 2017 | 第23屆 紅星大獎2017 | 最佳男主角   | 陈泓宇 | 周发达 | 提名 |
| 2017 | 第23屆 紅星大獎2017 | 最佳女主角   | 刘子绚 | 张伟雄 | 提名 |
| 2017 | 第23屆 紅星大獎2017 | 最佳导演     | 黄芬菲 | 不適用 | 提名 |

## 軼事
- 此劇與7點半長壽劇《118 2》同天開播。
- 此劇是故事人洪榮狄與監製鄔毓琳繼2015年最高收視率電視劇《虎媽來了》后再度合作。
- 此劇是宏榮離開演藝圈多年後，再度拍攝的作品。[9][10] 他上一部參演的劇集就是新港合資劇《Yummy Yummy》。
- 此劇是劉子絢、陳泓宇繼《祖先保佑》后，再度飾演情侶。
- 此劇是黄炯耀、潘玲玲首度飾演夫妻。
- 此劇是陳漢瑋、蔡琦慧繼《生日快樂》后，再度飾演夫妻。
- 此劇是陈邦鋆、有懿繼《十年…你還好嗎？》后，再度合作。
- 剧中演员刘子绚、陈泓宇、陈汉玮和有懿2年前曾携手演出《祖先保佑》，当时陈泓宇和陈汉玮饰演兄弟，陈汉玮跟有懿是情侣；陈泓宇则恋上刘子绚。
- 此劇是李國煌繼《擁抱明天》后，再度為新傳媒拍摄的9點檔電視劇。
- 此劇是曹國煇、潘玲玲繼《愛在慢天烽火時》后，再度合作。
- 此劇是鄭惠玉、郭亮首度飾演夫妻。
- 此劇是鄭惠玉、方偉傑繼《志在四方》、《志在四方II》飾演姑姑、侄子后，三度合作。[11][12]

## 註明
1. ↑  蔡佑霞. . 8频道新闻及时事节目. 2016年5月26日  [2016年5月27日]. （原始内容存档于2016年6月30日）.
2. ↑  . 8频道新闻及时事节目. 2016年5月26日  [2016年5月27日]. （原始内容存档于2016年5月31日）.
3. ↑  蔡佑霞. . 8频道新闻及时事节目. 2016年5月27日  [2016年5月27日]. （原始内容存档于2016年6月4日）.
4. ↑  蔡佑霞. . 8频道新闻及时事节目. 2016年5月27日  [2016年5月27日]. （原始内容存档于2016年6月2日）.
5. ↑  张思嘉. . Toggle. 2016年6月11日  [2016年6月11日]. （原始内容存档于2016年8月20日）.
6. ↑  陈祎婷. . Toggle. 2016年6月18日  [2016年6月18日]. （原始内容存档于2016年6月25日）.
7. ↑  吴俪欣. . Toggle. 2016年4月29日  [2016年4月29日]. （原始内容存档于2016年6月24日）.
8. ↑  吴俪欣. . Toggle. 2016年5月17日  [2016年5月17日]. （原始内容存档于2016年5月30日）.
9. ↑  吴俪欣. . Toggle. 2016年4月28日  [2016年4月29日]. （原始内容存档于2016年5月1日）.
10. ↑  . 今日報. 2016年5月12日  [2016年5月15日]. （原始内容存档于2016年10月11日） （英语）.
11. ↑  . Toggle. 2016年7月16日  [2016年7月16日]. （原始内容存档于2016年9月17日） （英语）.
12. ↑  张思嘉. . Toggle. 2016年7月16日  [2016年7月16日]. （原始内容存档于2016年7月26日）.

| 前任： 志在四方II | 红星大奖 最佳電視劇 2017年 | 繼任： 衛國先鋒 |

| 新加坡 新傳媒8頻道 星期一至五 21:00 - 22:00                                                                                             | 新加坡 新傳媒8頻道 星期一至五 21:00 - 22:00 | 新加坡 新傳媒8頻道 星期一至五 21:00 - 22:00 |
| --- | ------------------------------------------- | ------------------------------------------- |
| | 大英雄 （2016.11.29 - 2017.01.09）          |                                             |
| 你也可以是天使2 （2016.11.01 - 2016.11.28）                                                                                             | 回家 （2017.01.10 - 2017.02.06）            |                                             |
| 星期天 00:30 - 02:30 (若當天《週六影院》的電影播超過00:30，電影播完之後會播電視劇)                                                      |                                             |                                             |
| 千方百计 （2021.10.24- 2021.12.26） 小子當家 (2022.01.02-2022.03.06)我們的飯店 (2022.03.13-2022.04.03) 考試家族 (2022.04.10-2022.06.12) | 大英雄 (2022.06.19-2022.09.25)              | 愛要怎麼說 (2022.10.02-)                    |

| 马来西亚 Astro双星、Astro双星HD 星期一至五 17:00 - 18:00 | 马来西亚 Astro双星、Astro双星HD 星期一至五 17:00 - 18:00 | 马来西亚 Astro双星、Astro双星HD 星期一至五 17:00 - 18:00 |
| -------------------------------------------------------- | -------------------------------------------------------- | -------------------------------------------------------- |
|                                                          | 大英雄 （2016.11.29 - 2017.01.09）                       |                                                          |
| 你也可以是天使2 （2016.11.01 - 2016.11.28）              | 回家 （2017.01.10 - 2017.02.06）                         |                                                          |

| 马来西亚 Astro AEC、Astro AEC HD 星期一至五 20:30 - 21:30 | 马来西亚 Astro AEC、Astro AEC HD 星期一至五 20:30 - 21:30 | 马来西亚 Astro AEC、Astro AEC HD 星期一至五 20:30 - 21:30 |
| --------------------------------------------------------- | --------------------------------------------------------- | --------------------------------------------------------- |
|                                                           | 大英雄 （2017.07.07 - 2017.08.17）                        |                                                           |
| 亲爱的翻译官 （2017.05.10 - 2017.07.06）                  | 微微一笑很倾城 （2017.08.18 - 2017.09.28）                |                                                           |